# Johannes Schultze
Johannes Schultze (13. května 1881, Großkrausnik – 2. října 1976, Berlín) byl německý historik a archivář.
Johannes Schultze vyrůstal od roku 1883 v Neuruppinu, jako syn venkovského kněze. Po 2. světové válce se začal intenzivně věnovat dějinám Berlína. Od roku 1949 vyučoval pomocné vědy historické a dějiny Braniborska na nově zřízené berlínské univerzitě. Jako archivář pracoval u Geheimes Staatsarchiv Preußischer Kulturbesitz, byl členem historické komise Braniborska a editorem Forschungen zur brandenburgischen und preußischen Geschichte.

## Ocenění
- 1940: čestný člen Niederlausitzer Gesellschaft für Geschichte und Landeskunde
- 1973: kříž za zásluhy 1. třídy Spolkové republiky Německo

## Dílo
- Das Landbuch der Mark Brandenburg von 1375., Berlín 1940.
- Forschungen zur brandenburgischen und preußischen Geschichte. Ausgewählte Aufsätze. [17], Berlín 1964.
- Die Mark Brandenburg. díly 1-5. Berlín 1961–69
- Geschichte der Stadt Neuruppin